# Remigi Blättler (Musiker)
Remigi Blättler genannt Sonnmatt Migi (* 10. März 1911 in Hergiswil; † 1. Januar 2003 ebenda) war ein Schweizer Klarinettist und Volksmusiker.
Er übte sich schon früh am Spiel mit der Klarinette, die er für 80 Schweizer Franken von der Nachbarsfrau erwerben konnte.
Blättler war ursprünglich Automechaniker und hatte einen Garagen- und Transportbetrieb in Hergiswil, eröffnete 1946 aber ein Lebensmittelgeschäft. Er betrieb die Volksmusik nebenberuflich in vielen verschiedenen Formationen. Er spielte ausschliesslich traditionelle Schweizer Volksmusik in Formationen mit Klarinette, Bass, Schwyzerörgeli, Akkordeon, evtl. Klavier.
Den grössten Erfolg hatte er in den 1950er Jahren mit der  Formation „Ländlerkapelle Remigi Blättler“ zusammen mit Oskar Della Torre (Bass) und Hans Della Torre (Akkordeon, Schwyzerörgeli).